# 11e conseil des ministres du Canada

Le 11e conseil des ministres du Canada fut formé par le cabinet du gouvernement d'Arthur Meighen. Ce conseil fut en place du 10 juillet 1920 au 29 décembre 1921, soit durant la dernière année de la 13e législature. Ce gouvernement fut dirigé par une coalition entre l'ancien Parti conservateur du Canada et le Parti libéral du Canada.

## Conseils des ministres et membre du cabinet
- Premier ministre du Canada

1. 1920-1921 Arthur Meighen

- Surintendant général des Affaires indiennes

1. 1920-1921 James Alexander Lougheed (Sénateur)

- Ministre de l'Agriculture

1. 1920-1921 Simon Fraser Tolmie

- Ministre des Chemins de fer et Canaux

1. 1920-1921 John Dowsley Reid
2. 1921-1921 John Alexander Stewart

- Ministre du Commerce

1. 1920-1921 George Eulas Foster
2. 1921-1921 Henry Herbert Stevens

- Président du Conseil privé

1. 1920-1921 James Alexander Calder
2. 1921-1921 Henry Herbert Stevens

- Ministre des Douanes et de l'Accise

1. 1921-1921 Rupert Wilson Wigmore
2. 1921-1921 John Babington Macaulay Baxter

- Ministre des Douanes et du Revenu intérieur

1. 1920-1920 Vacant
2. 1920-1921 Rupert Wilson Wigmore

- Ministre des Finances et Receveur général

1. 1920-1921 Henry Lumley Drayton

- Ministre de l'Immigration et de la Colonisation

1. 1920-1921 James Alexander Calder
2. 1921-1921 John Wesley Edwards

- Ministre de l'Intérieur

1. 1920-1921 James Alexander Lougheed (Sénateur)

- Ministre de la Justice et procureur général du Canada

1. 1920-1921 Charles Joseph Doherty
2. 1921-1921 Vacant
3. 1921-1921 Richard Bedford Bennett

- Ministre de la Marine et des Pêcheries

1. 1920-1921 Charles Colquhoun Ballantyne

- Ministre de la Milice et de la Défense

1. 1920-1921 Hugh Guthrie

- Ministre des Mines

1. 1920-1921 James Alexander Lougheed (Sénateur)

- Ministre des Postes

1. 1920-1921 Pierre-Édouard Blondin (Sénateur)
2. 1921-1921 Louis-de-Gonzague Belley

- Ministre sans portefeuille

1. 1920-1921 Albert Edward Kemp (Sénateur)
2. 1920-1921 Edgar Keith Spinney
3. 1921-1921 Edmund James Bristol
4. 1921-1921 James Robert Wilson

- Ministre du Rétablissement des soldats à la vie civile

1. 1920-1920 Vacant
2. 1920-1921 James Alexander Lougheed (Sénateur)
3. 1921-1921 Robert James Manion

- Secrétaire d'État du Canada

1. 1920-1921 Arthur Lewis Sifton
2. 1921-1921 Vacant
3. 1921-1921 Henry Lumley Drayton (Intérim)
4. 1921-1921 Rodolphe Monty

- Ministre du service de la Marine

1. 1920-1921 Charles Colquhoun Ballantyne

- Solliciteur général du Canada

1. 1920-1921 Hugh Guthrie (Intérim)

- Ministre du Travail

1. 1920-1921 Gideon Decker Robertson (Sénateur)

- Ministre des Travaux publics

1. 1920-1920 John Dowsley Reid (Intérim)
2. 1920-1921 Fleming Blanchard McCurdy

## Non-membres du Cabinet
- Secrétaire parlementaire du Rétablissement des soldats à la vie civile

1. 1920-1921 Vacant

- Solliciteur général du Canada

1. 1921-1921 Guillaume André Fauteux